# Jerry Van den Eede
Jerry Van den Eede (20 november 1973) is een Belgische voormalige atleet, die gespecialiseerd was in het veldlopen. Hij veroverde één Belgische titel.

## Biografie
Van den Eede nam in 1995 en 1996 deel aan de Europese kampioenschappen veldlopen, met een zesenveertigste plaats als beste resultaat. In 2000 werd hij verrassend Belgisch kampioen. Hij nam dat jaar ook voor het eerst deel aan de wereldkampioenschappen veldlopen.
In 2000 en 2001 won Van den Eede de veldloop van Roeselare, meetellend voor de Crosscup. Hij nam toen ook deel aan de Europese kampioenschappen. Hij eindigde telkens in de top veertig. Op het einde van dat veldloopseizoen nam hij ook telkens deel aan de wereldkampioenschappen.
Van den Eede was aangesloten bij VITA. Hij stapte in 1995 over naar Dilbeek Atletiekclub en in 2004 naar Atletiekclub Lebbeke.

## Belgische kampioenschappen
Outdoor
| Onderdeel | Jaar |
| --------- | ---- |
| veldlopen | 2000 |

## Persoonlijke records
| Onderdeel | Prestatie | Datum            | Plaats      |
| --------- | --------- | ---------------- | ----------- |
| 3000 m    | 8.08,63   | 18 augustus 2007 | Tessenderlo |
| 5000 m    | 14.14,76  | 5 juli 2000      | Oordegem    |

## Palmares

### veldlopen
- 1995: 79e EK in Alnwick
- 1996: 46e EK in Monceau
- 1998:  Cross van Hannuit
- 2000:  Cross van Mol
- 2000:  BK in Oostende
- 2000: 105e WK in Vilamoura
- 2000:  Cross van Roeselare
- 2000: 39e EK in Malmö
- 2001:  BK in Oostende
- 2001: 55e WK in Oostende
- 2001:  Cross van Roeselare
- 2001: 38e EK in Thün
- 2002:  Crosscup
- 2002: 119e WK in Dublin